# God Is Dead?
God Is Dead? – wydany w 2013 r. singel brytyjskiej grupy heavymetalowej, Black Sabbath, zwiastujący album 13. Piosenkę napisali: Geezer Butler, Tony Iommi i Ozzy Osbourne. To pierwszy singel od 1998 r., w którego nagraniu udział wziął Ozzy Osbourne. Prawie dziewięciominutowa piosenka znalazła się na pierwszym od 35 lat albumie formacji z Ozzym Osbournem w roli wokalisty. Utwór to swoisty protest przeciw ruchom pseudoreligijnym, przeciw osobom, które w imię Boga zabijają ludzi, organizują napady terrorystyczne, itp. Piosenka miała być zatytułowana "American Jihad", jednak Osbourne odwiódł Butlera od takiego pomysłu.

## Wykonawcy
- Ozzy Osbourne - wokal
- Tony Iommi - gitara
- Geezer Butler - bas
- Brad Wilk - perkusja
- Rick Rubin - produkcja

## Notowania
| Lista                              | Pozycja |
| ---------------------------------- | ------- |
| Lista Przebojów Programu Trzeciego | 1       |